# Alix av Ibelin
Alix av Ibelin, född 1304/06, död 6 augusti 1386, var drottning av Cypern och gift med kung Hugo IV.

## Biografi
Hon var dotter till Guy av Ibelin, herre av Nicosia, och Isabelle av Ibelin. Hon var ursprungligen trolovad med Amalrik av Tyrus, men trolovningen bröts. Vigseln med Hugo IV ägde rum 1318. 
År 1324 tillträdde Hugo tronen på Cypern, och hans regeringstid räknas som början på Cyperns guldålder. Alix kröntes med honom två gånger: först till drottning av Cypern och sedan till titulärdrottning av Jerusalem i katedralen i Nicosia. Alix led av ett talfel, men skall enligt legenden ha botats från detta genom det heliga korset i Tochni, som upptäcktes 1340. 
År 1358 abdikerade maken och året därpå blev hon änka. Alix gifte om sig med sin sons svärfar Filip 1368, men han dog redan året därpå.